# Bananmogning
Bananmogning är mogningsprocessen av bananer och sker i ett bananmogningsrum, ett speciellt rum som kan anpassas inom vissa gränser.

## Historik
Som en av världens äldsta kulturplantor omnämndes bananen redan i buddhistiska texter 600 år f.Kr. På 1400-talet anlades västvärldens första bananplantager av portugiser på Kanarieöarna. Men det skulle dröja till år 1516 när Panamas biskop Tomas de Berlanga tog med sig bananplantor till Haiti. På 1520-talet kom så bananen till länderna i Central- och Sydamerika som är dagens ledande bananproducenter.
Kring mitten av 1800-talet växte bananen fortfarande halvvilt på ett flertal av de västindiska öarna och i Central- och Sydamerika. Man odlade den främst för husbehov. Ibland hade skeppare tagit med sig mindre bananpartier hem. Gick resan bra, utan att bananlasten ruttnade, kunde man sälja partiet med god vinst.
Det irländska bolaget  Elders & Fyffes Ltd. var ett av de första företagen som importerade bananer till Europa, der var i slutet på 1800-talet. 1905 började bananimporten till Norge, på Elders & Fyffes initiativ. 
Till Sverige importerades de första bananerna omkring 1909 av "The Banana Company AB" (sedermera AB Banan-Kompaniet). Stort svinn på transporten på grund av att lastens viktiga temperaturstyrning inte behärskades, ledde till nya metoder för transport och mogning. Teknologien kom främst från USA. Från 1927 hade Banan-Kompaniet en egen mogningsanläggning i sin nya byggnad i Stockholms Frihamn. Det var för sin tid en högmodern anläggning, byggd efter de senaste amerikanska rönen. Från bananbåten vid egen kaj tog man med hjälp av transportörer in hela bananstockar och hängde dessa i krokar i mogningsrummens tak.

## Transporten
När bananerna skördas är de omogna och gröna, men den naturliga mogningsprocessen fortsätter och kan inte stoppas, bara fördröjas. Det tar ca 30 dagar från skörd till konsument inklusive en 14 dagar lång båtresa över Atlanten, om lasten skall till europeiska hamnar. Det innebär att alla led i transportkedjan måste fungera perfekt, annars fördärvas en hel sändning. För sjötransporten används specialbyggda bananbåtar som har kylanläggningar som håller en exakt temperatur på 13,5 °C, så att bananerna behålls i ett "sovande" tillstånd. Bananerna är packade i ventilerade kartonger, dessa är lastade på transportpallar. Frukterna är fortfarande gröna vid ankomst till mogningsanläggningen och består då av 1 % socker och 25 % stärkelse. Efter mogningen är förhållandet det omvända.

## Mogningsrummet

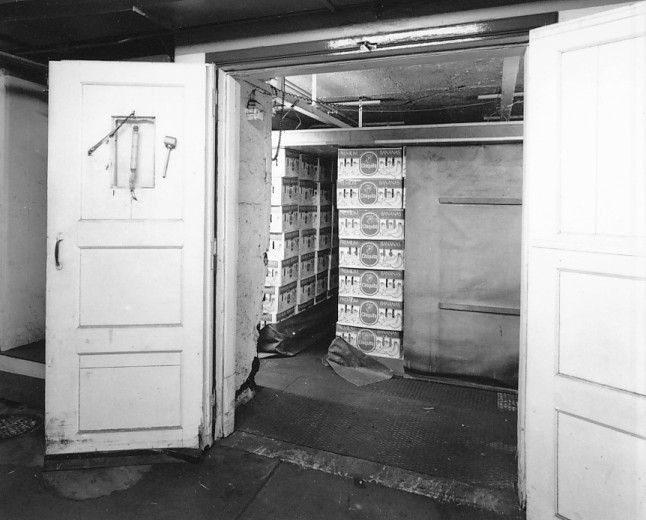
Äldre bananmogningsrum

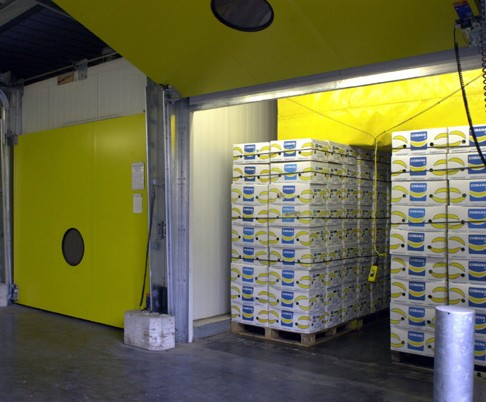
Moderna bananmogningsrum

Ett bananmogningsrum är ca 5,0 x 10,0 meter i plan och 2,5 meter hög. Väggar och tak är av isolerande, lufttäta kylrumspaneler. Rummet är försett med en tätslutande lastport och utrustat med en automatisk klimatanläggning som styr värme, kyla och luftfuktighet. En modern bananmogning arbetar efter principen "tryckmogningssystem". Det innebär, att på ena kartongsidan skapas ett övertryck och på den andra ett undertryck, varvid luft trycks med hög hastighet genom kartongernas ventilationshål, så garanteras en jämn temperaturfördelning.

## Mogningstekniken
Mogningsprocessen snabbstartas genom att eten (som ibland kallas etylen) tillförs. Eten är en naturlig mogningsgas, som produceras av alla frukter. Under denna fas omvandlas stärkelse till socker i fruktköttet, därigenom förändras även bananens färg från mörkgrönt till kraftigt gult. Vid slutet av denna biokemiska process innehåller frukten ca 20 % socker och bara 1 % stärkelse. Man har infört en speciell mogningsskala från 1 till 7. Idealt är bananerna framme i butiken vid värdena 5-6 på skalan.
Vid sidan om tekniken krävs även lång erfarenhet och följande punkter måste beaktas: 
- Planering av bananernas mogningstid, som brukar variera mellan 4 och 10 dagar, men beror även på ursprungsland och transportsträckans längd.
- Speciell stuvning av bananpallarna i mogningsrummen så att man uppnår maximal ventilation och bortförande av värme (värmen alstrar bananen själv under mogningsprocessen).
- Minst två gånger dagligen kontroll av temperatur, luftfuktighet och färg. Viktigt är att under hela processen styra fruktköttets temperatur med hjälp av elektronisk övervakning av bananmogningen genom mätsonder i kartongerna. Temperaturen varierar mellan 14,5 och 19,0 °C

## Bananen hemma
Bästa förvaringstemperatur hemma är i svaldelen av kylskåpet vid +14 till +16 °C. Tips: förvara inte bananer nära andra frukter, då dessa avger eten och påskyndar mogningen av bananen. Men även en övermogen, brun banan utan tryckmärken kan vara utmärkt att förtära.